# JB5
JB5是日本男子5人組的團體。「JUNON BOY 5」的簡稱。

## 經歷
2007年由日本知名雜誌「JUNON」舉辦的第19屆「JUNON SUPER BOY」比賽獲獎參賽者所組成。

## 成員
- 溝端淳平（1989年6月14日－）最高獎獲獎

Ever Green Entertainment所屬藝人。
- 池田純（1992年10月27日－）準最高獎獲獎

スピードハウス所屬藝人。
- 久保翔（1989年5月25日－）評審特別獎獲獎

Stardust Promotion所屬藝人。
- 標永久（1989年12月3日－）最終選拔出場

PLATINUM PRODUCTION所屬藝人。
- 小堀慎平（1987年6月23日－）最終選拔出場

VISION FACTORY所屬藝人。

## 外部連結
- JUNON日本官方網站 （页面存档备份，存于）
- 溝端淳平日本官方網站（页面存档备份，存于）
- 溝端淳平BLOG（页面存档备份，存于）
- 池田純BLOG（页面存档备份，存于）
- 久保翔日本官方網站
- 久保翔BLOG
- 標永久BLOG
- 小堀慎平BLOG